# Рембово (Цехановський повіт)
Рембово (пол. Rembowo) — село в Польщі, у гміні Опіноґура-Ґурна Цехановського повіту Мазовецького воєводства.
Населення — 159 осіб (2011).
У 1975-1998 роках село належало до Цехановського воєводства.

## Демографія
Демографічна структура станом на 31 березня 2011 року:
|          | Загалом | Допрацездатний вік | Працездатний вік | Постпрацездатний вік |
| -------- | ------- | ------------------ | ---------------- | -------------------- |
| Чоловіки | 83      | 14                 | 58               | 11                   |
| Жінки    | 76      | 16                 | 46               | 14                   |
| Разом    | 159     | 30                 | 104              | 25                   |